# Fiesta conmemorativa del hallazgo de la Verdadera Santa Cruz de Cristo
La  fiesta conmemorativa del hallazgo de la Verdadera Santa Cruz de Cristo, Meskel o Maskel ( "cruz", en escritura etíope: መሰቀል), es el nombre dado en Etiopía a la festividad que conmemora el 26 de septiembre la exhumación de la vera cruz. La fiesta la celebran todos los grupos en todo el país.
Las celebraciones comienzan con la preparación de la Damera, una hoguera de forma cónica levantada en la Plaza Meskel en Adís Abeba. La Damera se forma con una pila de troncos rodeados por ramas adornadas con flores frescas y hierbas de Abisinia que simbolizan el Año Nuevo. Centenares de miles de personas de diferentes comunidades vienen a la plaza, mientras los sacerdotes, vestidos con ornamentos coloridos, cantan himnos, recitan oraciones y ejecutan un baile rítmico frente a la hoguera. La ceremonia alcanza su momento culminante cuando el patriarca de la Iglesia Ortodoxa Tawahedo enciende la hoguera.
Con vestidos ceremoniales de oro, el patriarca invoca bendiciones para marcar lo que la iglesia cree haber sido el descubrimiento en el siglo IV de la Vera Cruz (la cruz en que Jesus fue crucificado) por la reina Helena de Constantinopla, la madre del emperador romano Constantino, el Grande. Según la tradición, en 326, Helena oró pidiendo saber el lugar y soñó que debía hacer una hoguera cuyo humo la orientaría adonde estaba la cruz.

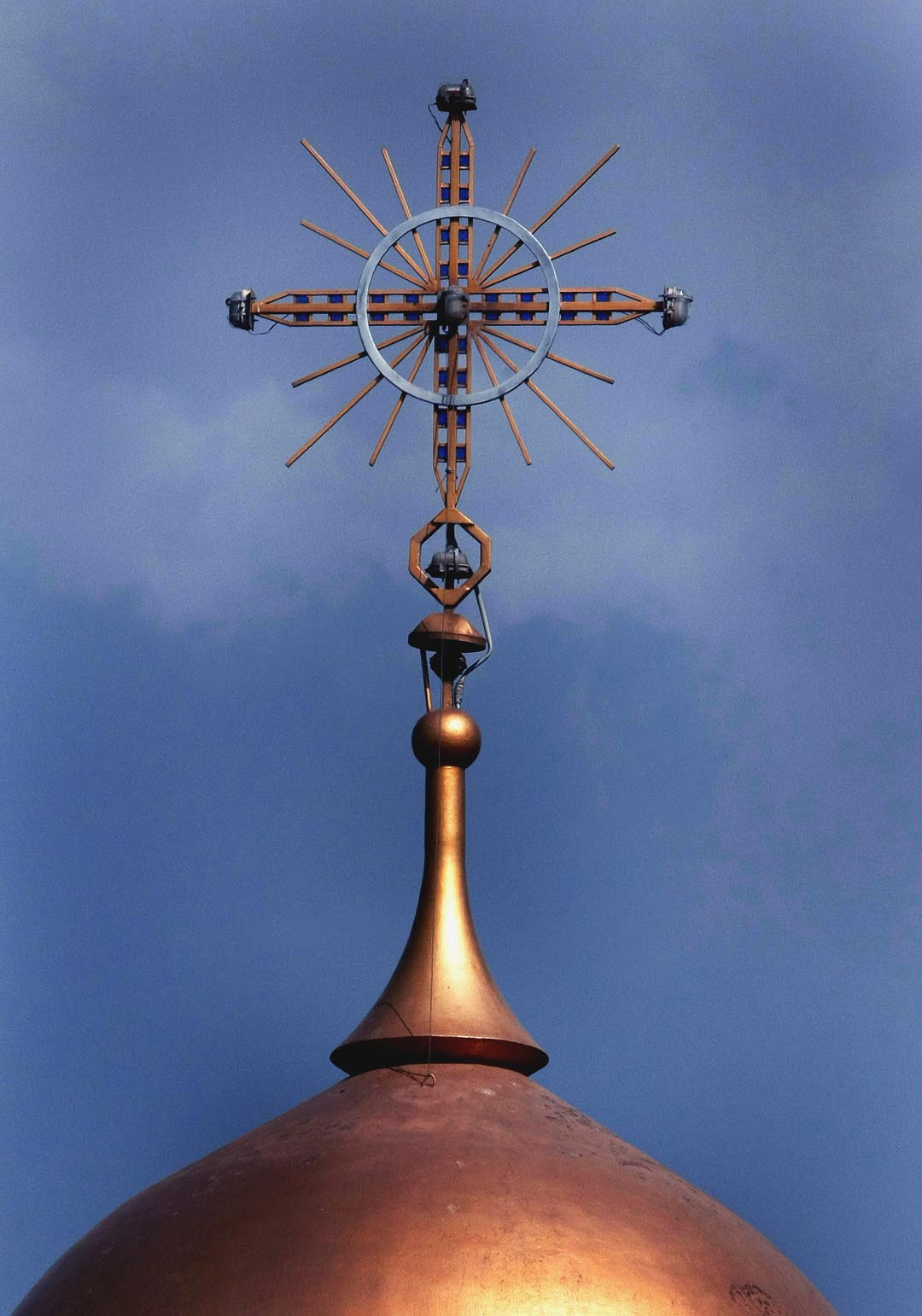
Cruz etíope